# Guillem Medina Gallardo
Guillem Medina Gallardo   (Barcelona, 9 de novembre de 1968) és un periodista, fotògraf i autor de còmic català. Llicenciat en periodisme per la Universitat Autònoma de Barcelona el 1992, ha col·laborat amb diversos mitjans de comunicació, entre els quals destaquen Diari de Barcelona, El Observador, El Temps, Avui, COPE Miramar, Ràdio Rubí, Barcelona Televisió o Canal Terrassa Vallès. Iniciat en el món del còmic, com a fotògraf s'ha especialitzat en el retrat i ha publicat en diverses publicacions com Enderrock, Shangay, Zero i la revista del Cercle de Lectors. Com a periodista, s'ha centrat en la televisió, el cinema, la música, el col·leccionisme i la cultura popular en general, temes sobre els quals ha fet diversos llibres monogràfics. Ha dirigit la revista digital i el blog Toyland Magazine (2009-2015), sobre el món del col·leccionisme, i la revista digital de fotografia Blue Eye Photomagazine / Blue Eye BCN (2015-2019).

## Publicacions

### Còmic
- 2000 - Històries de barons (Llibres de l'Índex), obra col·lectiva; edició en castellà: Historias entre chicos (Ediciones la Tempestad)
- 2000 - Històries de Sitges (Llibres de l'Índex), juntament amb Sebas Martín; edició en castellà: Historias de Sitges (Ediciones la Tempestad)
- 2008 - Gay Tales, obra col·lectiva (David Cantero ediciones)
- 2009 - Gay Terror, obra col·lectiva (David Cantero ediciones)

### Fotografia
- 2006 - Visions: Contemporary Male Photography, obra col·lectiva (Bruno Gmünder)
- 2010 - Dare (Bruno Gmünder)
- 2010 - Jewels: Adoration of the Penis, obra col·lectiva (Bruno Gmünder)
- 2011 - Turn On: Tattoos, obra col·lectiva (Bruno Gmünder)
- 2014 - Raunch, obra col·lectiva (Bruno Gmünder)

### Cultura popular
- 2010 - Chicas de cómic (Editorial Glénat)
- 2011 - Toyland: Made in Spain (Astiberri), escrit juntament amb Núria Simón
- 2011 - Abuelito, dime tú: Los dibujos animados de nuestra niñez (Diábolo Ediciones),[2] revisat i ampliat el 2023
- 2012 - Mi mono Amedio y yo: Más series de nuestra niñez (Diábolo Ediciones)[3]
- 2012 - Toyland: Made in USA (Astiberri), escrit juntament amb Núria Simón
- 2012 - 30 centímetros (…o menos): 50 años de muñecos de acción articulados (Diábolo Ediciones)[4]
- 2013 - ¿Quién mató a J.R.?: Personajes de televisión que cambiaron nuestras vidas (Diábolo Ediciones)[5]
- 2013 - Gayconography: Una visión artística de la imagen homosexual (Dolmen Editorial)
- 2013 - Generación Tocata: La música pop de los 70 y 80 (Dolmen Editorial)
- 2013 - Toyland: Made in Asia (Astiberri), escrit juntament amb Núria Simón
- 2013 - Lo tengo repe: Pastelitos, yogures y chuches que comimos para acabar las colecciones de cromos (Diábolo Ediciones)
- 2014 - ¿Quién mató a Laura Palmer?: Personajes de la tele que nunca olvidaremos (Diábolo Ediciones)
- 2014 - Dollywood: ¿Qué hace una muñeca como tú en una película como esta? (Diábolo Ediciones)
- 2015 - Entre Falconetti y Kunta Kinte: Grandes Relatos y otras series míticas (Diábolo Ediciones)
- 2015 - The Walkman is Dead: Toda la música pop de los 90 (Diábolo Ediciones)[6]
- 2015 - Muñecas recortables de película (Diábolo Ediciones)
- 2015 - Vestidas de papel: Un recorrido nostálgico por las muñecas recortables de nuestra niñez (Diábolo Ediciones)
- 2016 - Fotografiando a los monstruos: Un recorrido en imágenes por las criaturas del terror (Diábolo Ediciones),[7][8] amb fotografies de l'autor
- 2017 - Siempre quise ser uno de Los Cinco: Un recorrido por la novela juvenil, de Los Hollister a Los Tres Investigadores (Diábolo Ediciones)
- 2017 - Nuestros ilustradores favoritos: Cuentos, postales, barajas y cromos que dibujaron nuestra niñez (Diábolo Ediciones), escrit juntament amb Núria Simón
- 2018 - ¡Qué modernos fuimos en los 70!: Moda, música, juguetes y otras extravagancias de la década prodigiosa (Diábolo Ediciones)
- 2018 - Vestidas de papel 2: Recortables norteamericanos (Diábolo Ediciones)
- 2019 - El destape en el quiosco: Revistas y cómics que revolucionaron nuestra libido (Diábolo Ediciones)[9]
- 2020 - Momoko, Licca, Blythe y otras muñecas que vienen de Asia (Diábolo Ediciones)[10][11]
- 2021 - Beautiful Women: Pin-ups & bombshells inolvidables (Diábolo Ediciones)[12]
- 2022 - Cromos, cromos y cromos: Un viaje por las colecciones de los últimos 100 años (Diábolo Ediciones)[13][14][15]
- 2024 - Mary «Noticias» y otras heroínas de los tebeos para niñas (1940-1970) (Diábolo Ediciones)[16][17]

## Exposicions fotogràfiques destacades
- 2004 - Ficcions (retrats d'actors de la sèrie de TV3 El Cor de la Ciutat), El Llantiol, Barcelona
- 2005 - Qui és qui a les lletres catalans: Els escriptors vistos pels fotògrafs (col·lectiva), Palau Moja, Barcelona
- 2007 - Black, La Bòbila, l'Hospitalet de Llobregat
- 2007 - Life is so Short, La Bòbila, l'Hospitalet de Llobregat
- 2009 - Faith, La Bòbila, l'Hospitalet de Llobregat
- 2014 - Divas, La Bòbila, l'Hospitalet de Llobregat
- 2015 - Passage to India, Centre Cívic Sarrià, Barcelona
- 2018 - Homes sense censura - Uncensored Men (col·lectiva), L'Art i Cafè, galeria d'art, Sitges
- 2019 - Hitch, Sala Versus Glòries, Barcelona
- 2020 - Shakp, Sala Versus Glòries, Barcelona